# Musée océanien et de Saint-Pierre-Chanel
Le musée océanien et de Saint-Pierre-Chanel est un musée situé à Cuet, sur le territoire de la commune de Montrevel-en-Bresse, dans l'Ain.
Il est essentiellement consacré à la vie de Saint-Pierre-Chanel, saint patron de l’Océanie et natif de Cuet.

## Présentation
Le musée a ouvert ses portes en 1991.